# Jimmy Zeilinger
Pour les articles homonymes, voir Zeilinger.
Jimmy Zeilinger est un producteur de cinéma, scénariste et réalisateur américain.

## Filmographie
Comme producteur
Comme scénariste
- 1992 :  Little Sister

Comme réalisateur
- 1992 :  Little Sister